# کرونای اسلواکی
کرونای اسلواکی (به انگلیسی: Slovak koruna) (به زبان بومی: slovenská koruna) با کد ایزوی SKK، یکای پول رایج در کشور اسلواکی است. مسئولیت کنترل این یکای پول برعهدهٔ بانک ملی اسلواکی قرار دارد.